# Trypanosoma antiquus
Trypanosoma antiquus es una especie fósil de kinetoplástido (clase Kinetoplastea). Los Kinetoplastea son un grupo monofilético de protozoos flagelados parásitos unicelulares.
El nombre del género se deriva del griego trypano (perforador) y soma (cuerpo) debido a su movimiento similar al de un sacacorchos. El nombre de la especie proviene de antiquua (viejo) que refleja la edad del espécimen. Todos los tripanosomas son heteroxenos (requieren más de un huésped obligatorio para completar el ciclo de vida) o se transmiten a través de alguna variación de un vector.
La especie fue descrita en 2005 por George Poinar Jr. y publicada en la revista Vector-Borne & Zoonotic Diseases a partir de metatripanosomas conservados en varios gránulos fecales encerrados en ámbar del árbol Hymenaea protera. El fósil fue hallado en la República Dominicana en depósitos sedimentarios de edad burdigaliense (Mioceno temprano) en la isla Hispaniola. Los pellets fecales se hallaron contiguos a una vinchuca fósil, la especie Triatoma dominicana. Esta asociación es el ejemplo más antiguo conocido de la asociación de vectores entre Triatoma y Trypanosoma. El holotipo de esta especie, depositado en la Universidad Estatal de Oregón como espécimen número P-3-3, fue extraído de la mina La Toca en República Dominicana. T. dominicana y T. antiquus vivían en un ambiente similar al de las modernas selvas tropicales húmedas. Los metatripanosomas preservados varían en tamaño de 11 a 20 µm, con una longitud promedio de 15 µm. La especie se ubica en el subgénero Schizotrypanum de Trypanosoma y es identificable por la edad y a partir de que la longitud promedio es más corta que la de otras especies de Schizotrypanum. Según el contenido de la muestra de ámbar, incluidos tres insectos hematófagos, es probable que se haya formado en la cavidad de un árbol. Asociados con los insectos hay varios pelos de mamíferos de un quiróptero no identificado, el probable huésped de T. dominicana. Se cree que los gránulos fecales se depositaron después de que T. dominicana terminó de alimentarse del murciélago huésped. Los tripanosomas modernos alojados en murciélagos de la región se consideran un vector de la enfermedad de Chagas en humanos.